# 결 (넓이)
결(結)은 양전척에서 농토의 넓이를 나타내기 위한 단위이다.  세금을 거둬들이기 위해 토지 면적을 셈하는 단위의 하나로, 토지의 비척(肥瘠)에 따라 실지의 면적이 달라진다.
농가 한 가구에 나누어줄 정도의 면적이었고, 삼국시대부터 사용되기 시작하여 정확한 넓이는 변화되어왔다.

## 개념
양전척(量田尺)에 따르면, 1평방척(平方尺: 사방 1척)을 1파(把, 줌), 10파를 1속(束, 뭇), 10속을 1부(負, 짐), 10부를 1총(總, 동), 10총 또는 1백 부를 1결(結, 목)이라 한다.

## 변천
고려 문종 때는 삼등전 제도를 사용하여 토지를 상등전, 중등전, 하등전으로 나누었는데 중등전 1결은 하등전 1결의 25/36의 면적에 해당하였으며, 상등전 1결은 하등전 1결의 4/9에 해당하였다.
이 삼등전 제도는 조선 세종 26년(1444)에 다시 6등급으로 세분화되는데, 1등에서 6등의 토지로 갈 수록 1결에 해당하는 면적이 증가하였다. 이때 1등전 1결의 넓이는 고려 하등전 1결의 넓이의 2/3으로, 주척 477.5척 사방의 정방형(9,859.7m2)으로 하였다.
이는 임진왜란 이후 다시 변하여 인조 12년(1634)부터 1등전 1결의 넓이가 10,809m2가 되었고, 대한제국 광무 6년(1902) 다시 1ha(1만m2)로 바뀌었다.

## 같이 보기
- 척근법
- 양전척

## 참고 자료
- 결(結) - 한국민족문화대백과사전